# Park w Gorzesławiu
Park w Gorzesławiu – zabytkowy park z połowy XIX w., mieszczący się w miejscowości Gorzesław w gminie Bierutów.
Park jest pozostałością po dawnym zespole dworskim. Dwór wzniesiono w 1840, a rozbudowano w 1860 r. Wraz z budową nowego dworu wytyczono w jego pobliżu park o charakterze rekreacyjnym. Dokończeniem całej inwestycji była budowa około 1860 r. oficyny oraz stodoły w kompleksie zabudowań gospodarczych.